# Kateřina Saská (1421–1476)
Kateřina Saská (1421 – 23. srpna 1476, Berlín) byla saská princezna a sňatkem braniborská kurfiřtka.

## Život
Narodila se jako nejmladší dcera kurfiřta Fridricha Saského a jeho manželky Kateřiny Brunšvicko-Lüneburské, dcery vévody Jindřicha Brunšvicko-Grubenhagenského.
11. června 1441 se dvacetiletá Kateřina ve Wittenbergu provdala za o osm let staršího kurfiřta Fridricha II. Braniborského. Fridrich o Kateřininu ruku žádal neúspěšně již dříve. Příslib sňatku byl nakonec učiněn jako součást smlouvy, která urovnala konflikt mezi Braniborskem a Saskem o vlastnictví Lužice a zpečetila spojenectví mezi oběma zeměmi. Manželství se ukázalo jako nešťastné. Fridrich měl četné milostné poměry a nemanželského syna Erasma.
Poslední roky manželství strávil pár zcela odděleně, Fridrich žil ve Francích a Kateřina v Braniborském markrabství.
Kateřina zemřela 23. srpna 1476 ve věku asi 55 let v Berlíně, svého manžela přežila o pět let.

## Potomci
Kateřina měla s Fridrichem tři děti:
- Dorotea Braniborská (1446–1519)
- Markéta Braniborská (1450–1489)
- Jan Braniborský (1452–1454)